# Трарза (эмират)
Эмират Трарза (араб. إمارة الترارزة‎) — государство, существовавшее на территории современной юго-западной Мавритании, образованное в 1640 году и прекратившее своё существование после аннексии этой территории Францией 15 декабря 1902 года. Эмират существовал как традиционная конфедерация полукочевых народов. Его название совпадает с современным регионом Трарза. Первоначально население состояло из берберских племён и проживало там испокон веков, прежде чем было завоёвано в XI веке арабами-хассанийцами с севера. Европейцы позже назвали этих людей маврами, таким образом дав этой группе арабов название «мавры Трарза».

## Ранняя история
Трарза, основанный в разгар последних войн между местными берберскими племенами и арабскими завоевателями Магриба, был организован как полукочевое государство, возглавляемое мусульманским эмиром. Трарза был одним из трёх могущественных эмиратов, контролировавших северо-западный берег реки Сенегал с XVII по XIX века; другими были эмираты Бракна и Тагант.

## Общество и структура

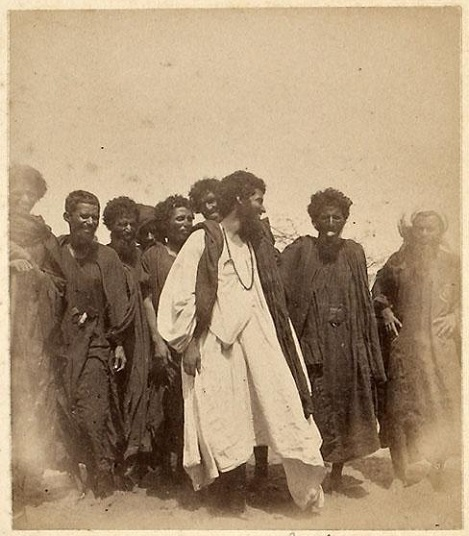
Мавры Трарза, фото около 1890 года.

Арабские завоевания привели к разделению общества по этническому и кастовому признаку. Военные кланы, «хассанийцы», предполагаемые потомки арабских завоевателей из племени Бени Хассан, сохраняли своё превосходство и составляли высшие аристократические слои. Ниже них располагались «учёные» или «клерикальные» роды, которые сохраняли ислам и преподавали его. Их называли мурабиты или племена завия. Племена завия находились под защитой правителей-хассанийцев в обмен на их религиозные услуги и уплату хормы, податного налога на скот или товары. Хотя завия в некотором смысле эксплуатировались, отношения часто были более или менее симбиотическими. К обеим этим группам, но всё ещё являющимся частью общества Западной Сахары, относились племена санхаджи, люди, занимавшиеся профессиями низших каст, такими как рыбаки (см. имрагуэн), а также периферийные полуплеменные группы, работающие в тех же областях (среди них «профессиональные» касты маллемин, кузнецов, и гриотов, певцов). Все эти группы считались относящимися к числу бидан, или «белых арабов».
Ниже них располагалась каста известная как харатин, «чёрное население» (негры). Их обычно считают потомками освобождённых рабов африканского происхождения южнее Сахары; некоторые источники предполагают, что они были потомками первых обитателей Сахары. Слово харатин неясного происхождения и имеет другое значение в берберских регионах Марокко. Харатины часто жили, обслуживая связанные с ними семьи бидан (белых); в этой роли они считались частью племени бидан и не имели собственных племён.
На самой низшей ступени находились рабы. Они принадлежали индивидуально или семейными группами. В лучшем случае они могли надеяться на освобождение и повышение до статуса харатин. Богатые семьи бидан обычно держали несколько рабов для домашнего использования. Кочевые общества реже использовали рабский труд, чем оседлые жители. В некоторых случаях бидан использовали рабов для работы на плантациях оазисов: выращивания фиников, рытья колодцев и т.д.
Эти взаимосвязанные племена контролировали отдельные территории: эмираты Трарза, Бракна и Тагант были политическим отражением племенной кастовой системы хассанийцев на юге Мавритании. В начале XX-го века французы использовали напряженность внутри этой кастовой системы, чтобы свергнуть правителей Трарзы и установить колониальную администрацию.

## Взаимодействие с югом и европейцами: XVIII век
В XVII веке французы основали колонию Сен-Луи в устье реки Сенегал. Бедуины Мавритании стали контролировать большую часть торговли из внутренних районов, которая доходила до французского форпоста. Трарза и другие эмираты извлекали выгоду из своих набегов на языческие негритянские племена проживавшие на юге, захватывая рабов для продажи и облагая налогами мусульманские государства региона. С середины XVIII-го по XIX-й века Трарза был глубоко вовлечён во внутреннюю политику южного берега реки Сенегал. Он совершал набеги и на короткое время завоёвывал или поддерживал политические группировки в государствах Кайор, Джолоф и Ваало.

## Торговля и война: начало XIX века
Поскольку трансатлантическая работорговля была запрещена Великобританией и США в 1808 году, Трарза и её соседи собирали налоги с торговли, особенно с гуммиарабика, который французы закупали во всё возрастающих количествах для его использования в промышленном производстве тканей. Западная Африка стала единственным мировым поставщиком гуммиарабика к XVIII веку. Только за десятилетие 1830-х годов объём его экспорта в Сен-Луи удвоился.
Сбор налогов Трарзой и его угроза обойти Сен-Луи, отправив гуммиарабик британским торговцам в Портендике, в конечном итоге привели эмират к прямому конфликту с французами. Новый эмир Мухаммад аль-Хабиб подписал соглашение с государством Ваало, расположенным непосредственно к югу от реки. В обмен на обещание прекратить набеги на территорию Ваало эмир взял в жёны наследную принцессу Ваало. Перспектива того, что Трарза может установить контроль над обоими берегами Сенегала, нанесла бы удар по безопасности французских торговцев. Французы начали франко-трарзанскую войну в 1825 году и с помощью большого экспедиционного корпуса разгромили армию Мухаммеда. В результате французы расширили своё влияние к северу от реки Сенегал.

## Вторая франко-трарзская война
В 1840-х и 1850-х годах французы в Сен-Луи осуществили экспансию вдоль долины реки Сенегал, построив укреплённые торговые посты и военным путём обеспечив соблюдение договоров о протекторате с маленькими африканскими государствами на территории современного Сенегала. Губернатор Протект начал эту политику, но кульминации она достигла при Луи Федербе. «План 1854 года» представлял собой серию распоряжений министерства внутренних дел, отданных губернатору Протету; он был разработан после ходатайств могущественной компании «Морель и Пром», базирующейся в Бордо, крупнейшего судоходного концерна в Сен-Луи. Это потребовало строительства фортов вверх по реке, чтобы захватить больше территории и положить конец африканскому контролю над торговлей гуммиарабиком изнутри региона.
Трарза возобновил свой союз с Ваало, и сын Мухаммеда Али был возведён на престол в Ваало как брак (царь). Трарза также заключил союз с бывшим соперником и соседом, эмиратом Бракна, чтобы противостоять французской экспансии. В 1855 году они едва не захватили Сен-Луи во время набега, но французская карательная экспедиция была быстрой и решительной. В битве при Дьубулду 25 февраля 1855 года французы разгромили объединённые силы ваало и мавров, после чего французы формально превратили (на тот момент обезлюдевшую, благодаря маврам) территорию Ваало во французскую колонию.
К 1860 году Федерб построил ряд внутренних фортов вверх по реке Сенегал, до Медина, чуть ниже водопада Фелу. Он заставил Трарзу и их соседей признать реку Сенегал официальной границей их владения. Но с поражением Франции во франко-прусской войне 1870-х годов колониальная экспансия замедлилась. Эмират Трарза был спокоен до тех пор, пока он удерживал север французских владений и не вмешивался в торговлю. В течение следующих тридцати лет Трарза вступила в междоусобный конфликт с соседними государствами из-за контроля над Чемамой, районом сельскохозяйственных поселений к северу от реки. Торговцы в Сен-Луи наживались на покупке товаров из Мавритании и продаже оружия различным мавританским силам, и французы редко вмешивались.

## Умиротворение: 1900–1905 гг.
В 1901 году французский администратор Ксавье Копполани приступил к осуществлению плана «мирного проникновения» на территории Трарзы и соседних с ней эмиратов. Использовалась стратегия «разделяй и властвуй», в рамках которой французы обещали племенам завия и, как следствие, харатину большую независимость и защиту от хассанийцев. В течение четырёх лет (1901–1905 гг.) Копполани путешествовал по региону, подписывая протектораты над большей частью территории нынешней Мавритании и начиная экспансию французских войск.
Племена завия, потомки более ранних племён берберов завоеванных арабами в XVII веке, оставались религиозной кастой в мавританском обществе. Они произвели на свет лидеров, которых французы называли (возможно, ошибочно) мурабитами. Будучи разоружёнными на протяжении веков, они полагались на защиту правителей хассанийцев. Недовольство их лидеров правителями Трарзы было умело использовано французами.
В этот период три известных мурабита имели большое влияние в Мавритании: шейх Сидия Баба, чья власть была наиболее сильной в Трарзе, Бракне и Таганте; шейх Саад Бу, чьё влияние распространялось на Тагант и северо-восток Сенегала; и шейх Ма аль Айнин, который руководил Адраром и севером, а также правил в западной Сахаре и южном Марокко. Заручившись поддержкой шейхов Сидия и Саада против набегов клана воинов, Копполани смог использовать фундаментальные конфликты в обществе мавританцев. Ему противостояла как французская колониальная администрация в Сенегале, которая не видела никакой ценности в пустошах к северу от реки Сенегал, так и коммерческие компании Сен-Луи, для которых умиротворение означало конец прибыльной торговли оружием. Но к 1904 году Копполани мирным путём подчинил себе Трарзу, Бракну и Тагант; он также установил французские военные посты по всему центральному региону южной Мавритании.
Как предположил Федербе пятьюдесятью годами ранее, ключ к умиротворению Мавритании лежал в Адраре. Там шейх Ма аль Айнин начал кампанию, направленную на противодействие влиянию двух своих соперников — южных мурабитов, шейхов Сидия и Саада — и на то, чтобы остановить продвижение французов. Поскольку шейх Ма аль-Айнин пользовался военной и моральной поддержкой Марокко, французская политика мирного умиротворения уступила место активным завоеваниям. В обмен на поддержку шейх Ма аль-Айнин признал притязания марокканского султана на суверенитет над Мавританией. С тех пор, в конце XX-го века, это решение стало основой для большей части территориальных претензий Марокко на Мавританию. В мае 1905 года, прежде чем французская колонна смогла отправиться в Адрар, Копполани был убит в Тиджикдже.

## Сопротивление и оккупация: 1905–1934 гг.
Со смертью Копполани ситуация изменилась в пользу шейха Ма аль Айнина, который сплотил многих мавров обещаниями марокканской помощи. Французское правительство колебалось в течение трёх лет, пока шейх Ма аль-Айнин призывал к джихаду, чтобы отбросить французов обратно за реку Сенегал. В 1908 году полковник Гуро, разгромивший движение сопротивления во французском Судане (ныне Мали), принял командование французскими войсками в качестве правительственного комиссара новой гражданской территории Мавритания (созданной в 1904 году). Он захватил Атар и на следующий год добился подчинения всех народов Адрара. К 1912 году французы подавили всякое сопротивление в Адраре и южной Мавритании. В результате завоевания Адрара французы укрепили свой военный потенциал и обеспечили господство поддерживаемых Францией мурабитов над воинственными кланами в обществе мавров.
Боевые действия нанесли большой ущерб стадам кочевников—мавров, которые стремились пополнить их традиционным способом – совершая набеги на другие племена. С 1912 по 1934 год французские военные неоднократно предотвращали подобные набеги. Последний набег особенно эффективных и дальновидных северных кочевников, регибатов, произошёл в 1934 году и охватил расстояние в 6000 километров. Они захватили 800 голов крупного рогатого скота, 270 верблюдов и 10 рабов. Тем не менее, за исключением незначительных набегов и случайных нападений, мавры в целом подчинялись французской власти. Они действительно нападали на Порт-Этьен (современный Нуадибу) в 1924 и 1927 годах. После установления мира французы взяли на себя управление обширной территорией Мавритании.

## Эмиры Трарза
- ок. 1660–1703 гг. – Адди I
- 1703–1727 гг. – Али Сандра
- 1727 – ок. 1758 года – Умар
- ок. 1758–? – Мухтар улд Умар
- XVIII век – Мухаммад Банана
- XVIII век – Адди II
- 1795–1800 гг. – Умар улд Мухтар «улд Кумба»
- 1800–1827 гг. – Умар улд Мухтар: отличается от предыдущего
- 1827–1860 гг. – Мухаммад улд Умар аль-Хабиб
- 1860 – июль 1871 гг. – Сиди Мубарика улд Мухаммад
- июль 1871 – 1873 гг. – Ахмад Салим улд Умар
- 1873 – октябрь 1886 гг. – Али Диомбот улд Мухаммад
- октябрь 1886 – декабрь 1886 гг. – Мухаммад Фадиль улд Али
- декабрь 1886 – 1891 гг. – Умар Салум аль Умар (умер в 1893 году)
- 1891 – 18 апреля 1905 гг. – Ахмад Салим аль-Али
- до 1903 года – Мухаммад Салум ульд Ибрагим (восставший)
- 1903–1917/1932–1944 гг. – Ахмад вулд Дейд
- 1944–1958 гг. – вакантно
- 1958 год – Мухаммад Фаль улд Умар